# Ditylomorphula albalatei
Ditylomorphula albalatei es una especie de coleóptero de la familia Oedemeridae.

## Distribución geográfica
Habita en Sudáfrica.